# Klaus Kowatsch
Klaus Kowatsch (* 10. Juli 1953 in Oberfranken) ist ein deutscher Schauspieler und Regisseur.
Kowatsch wurde in Oberfranken geboren. Nach dem Medizinstudium war er zunächst als Theaterschauspieler und Regisseur tätig und agierte vornehmlich auf Berliner Bühnen, jedoch auch in Süddeutschland und Frankreich. Seit Mitte der 1980er Jahre war er verstärkt als Filmschauspieler tätig. Seine inhaltlich wichtigste Rolle verkörperte er als Schulz in dem deutschen Spielfilm Hitlerjunge Salomon (1990). Bis Ende der 1990er Jahre spielte er auch in einer Handvoll Fernsehfilmen mit. Schon während seiner schauspielerischen Tätigkeit war er als Sprecher und Regisseur in einer Reihe von Hörbüchern, Hörspielen, Audioguides, Multimedia-Inhalten und Synchronarbeiten aktiv. Seit 2002 ist er künstlerischer Leiter der tonweltstudios Berlin und darüber hinaus mit zahlreichen literarisch-musikalischen Programmen unterwegs (u. a. Heine, Chamisso). 
Klaus Kowatsch lebt in Berlin und Plouhinec/Frankreich.

## Filmografie (Auswahl)
- 1985: Die Dame vom Palast Hotel
- 1985: Le Transfuge
- 1985: Drei gegen Drei
- 1985: Novembermond
- 1986: Der Schwarzwald
- 1990: Hitlerjunge Salomon
- 1989: Bismarck
- 1992: Die Denunziantin
- 1994: La star de Babelsberg
- 1996: Im Namen des Gesetzes
- 1997: Rosa Roth – Berlin (Fernsehreihe, Folge 7)
- 2000: Gefährliche Träume